# Грига Анатолій Данилович
Грига Анатолій Данилович (7 червня 1938, Проскурів, нині Хмельницький — 15 січня 2017, місто Волзький, Волгоградська область, РФ) — видатний український вчений у галузі аеродинаміки, доктор технічних наук (1993), професор (1996), фахівець у сфері аеродинаміки турбомашин, тепломасопереносу та теорії повітрянореактивних двигунів. Один із провідних дослідників у сфері аеродинаміки авіаційних компресорів та інженерних систем.

## Освіта та кар'єра
Грига А. Д. здобув освіту в Харківському авіаційному інституті, який закінчив у 1961 році. Після завершення навчання залишився працювати в інституті, де спочатку обіймав посаду асистента, а згодом став доцентом. У 1988—1994 роках був завідувачем кафедри теорії повітрянореактивних двигунів, де вніс значний вклад у розвиток наукових досліджень у галузі аеродинаміки. Паралельно з роботою в Харківському авіаційному інституті, у 1989—1994 роках він займався науковим керівництвом галузі «Аеродинаміка авіаційних компресорів» Міністерства авіаційної промисловості СРСР, а пізніше — Росії.
З 1994 року Грига працював завідувачем кафедри механіки у Волзькому політехнічному інституті (РФ), а з 1999 по 2004 роки — заступником директора з наукової роботи цього інституту. Під його керівництвом були проведені численні дослідження, що мали важливе значення для розвитку аеродинамічної науки, особливо в контексті турбомашин.

## Наукова діяльність
Основні наукові інтереси Анатолія Даниловича Григи зосереджувалися на теоретичних та експериментальних дослідженнях у галузі аеродинаміки турбомашин, зокрема вивченні характеристик авіаційних компресорів, тепломасопереносу та ефективності енергетичних систем. Його роботи значною мірою сприяли оптимізації та вдосконаленню конструкцій авіаційних двигунів, а також зменшенню шкідливих викидів, таких як оксиди азоту.

## Державні нагороди та визнання
Грига Анатолій Данилович був нагороджений державними нагородами СРСР за значний вклад у розвиток авіаційної промисловості та науково-технічний прогрес. Він користувався високим авторитетом серед фахівців та науковців своєї галузі, а його дослідження мали практичне застосування у вдосконаленні технічних характеристик авіаційних двигунів та систем.

## Спадщина та вплив
Наукові роботи Анатолія Григи залишили помітний слід у розвитку аеродинаміки та суміжних наук. Його теоретичні та експериментальні дослідження слугували основою для подальших інновацій у галузі авіаційних та енергетичних технологій. Крім того, він став важливою фігурою в науково-освітній сфері, виховавши ціле покоління молодих фахівців у галузі аеродинаміки та механіки.
Помер 15 січня 2017 року в місті Волзький, Російська Федерація.

## Основні праці[2]
- Применение параметра приведенного удлинения лопаток для обобщений результатов испытаний ступеней осевого компрессора // Газовая динамика двигателей и их элементов. Х., 1987;
- Метод оптимизации снижения выбросов окиси азота // Теплоэнергетика. Москва, 2000. № 7 (співавтор);
- Результаты исследования характеристик малорасходных ступеней радиальных вентиляторов высокого давления // Изв. вузов. Проблемы энергетики. Казань, 2001. № 5–6 (співавтор).